# Ingrid Triller
Ingrid Maria Lovisa Triller, född 25 maj 1905 i Västerfärnebo i Västmanland, död 26 maj 1982 i Tegelsmora församling i Uppland, var en svensk keramiker.
Hon var dotter till rektorn Per Wilhelm Abenius och Maria Lovisa Westholm och från 1934 gift med Erich Triller samt mor till Maria Triller. Hon studerade vid Staatliche Keramische Fachschule i Bunzlau och vid Bauhaus keramikutbildning vid Otte Lindigs Keramische Werkstatt i Dornburg Saale 1930–1933. Tillsammans med sin man bosatte hon sig i Tobo 1934 där de etablerade Tobo stengodsverkstad 1935. Hon tilldelades Svenska slöjdföreningens stipendium 1933 och Upplands läns landstings kulturstipendium 1965 samt ett statligt arbetsstipendium 1965–1966. Tillsammans med sin man ställde hon ut på Nordiska kompaniet 1936, Gävle museum 1943 samt med sin dotter Maria på Hantverkshuset i Stockholm. Hon har medverkat i ett flertal svenska och internationella konsthantverksutställningar bland annat världsutställningen 1937 i Paris och världsutställningen 1939 i New York samt Triennalen i Milano 1960. Triller är representerad vid Nationalmuseum, Nordiska museet, Röhsska konstslöjdmuseet i Göteborg samt i ett flertal Europeiska, Amerikanska och Australienska museer.